# József Becsei
József Becsei (Budapest, 10 de octubre de 1950 - ibídem, 24 de noviembre de 2013) fue un futbolista profesional húngaro que jugaba en la demarcación de delantero.

## Biografía
József Becsei debutó como futbolista profesional en 1969 a los 19 años de edad con el MTK Budapest FC. Jugó un total de siete temporadas en las que marcó 39 goles en 148 partidos jugados. En 1976 se retiró como futbolista profesional, en el mismo club en el que permaneció durante toda su carrera, a los 26 años de edad.
József Becsei falleció el 24 de noviembre de 2013 en Budapest a los 63 años de edad.

## Selección nacional
Jugó su único partido con la selección de fútbol de Hungría 28 de septiembre de 1974 contra Austria en un partido amistoso que finalizó con un resultado de 0-1 a favor de la selección austríaca.

## Clubes
| Club            | País    | Año       | Partidos | Goles |
| --------------- | ------- | --------- | -------- | ----- |
| MTK Budapest FC | Hungría | 1969-1976 | 148      | 39    |